# Julio Calcaño
Julio Calcaño (Caracas, 4 dicembre 1840 – Caracas, 18 agosto 1918) è stato uno scrittore, critico letterario e giornalista venezuelano.

## Biografia
Decimo dei dodici figli del giurista Juan Bautista Calcaño y Uraín e della moglie Josefa Antonia Panizza de Ayós, entrambi di origini italiane, durante la tarda adolescenza Julio Calcaño prese parte alla Rivoluzione di marzo (1858) e poi alla Guerra Federal (1859-1863).
Conclusa la parentesi militare della sua giovinezza, si dedicò al giornalismo, alla filologia e alla scrittura. Oltre ad essere giornalista per La Opinión Nacional (1868), La Compilación del Zulia (1868), El Siglo XIX (1874), El Semanario (1878), El Cojo Ilustrado (dal 1892), per Scientia et Labor (1894) e per La Tribuna (1896), fu anche corrispondente per la Real Academia Española; nel 1883 si annoverava tra i membri fondatori dell'Academia Nacional de la Historia de Venezuela.
Esponente del romanticismo hispanoamericano e pioniere della letteratura fantascientifica in Venezuela, fu autore di due romanzi: il romanzo storico Blanca de Torrestella (1868) ed El rey de Tebas, pubblicato a puntate su La Revista tra il 1872 e il 1873. Il suo contributo al filone gótico latinoamericano è rintracciabile principalmente nei suoi racconti dell'orrore, tra cui Las lavanderas nocturnas, El sello maldito, La danza de los muertos e Tristán Cataletto. Nel 1892 curò la pubblicazione di El Parnaso venezolano, la prima antologia di letteratura venezuelana. Nel 1908 fu candidato al Premio Nobel per la letteratura.

## Opere tradotte in italiano
- Lola López Martín (a cura di), Tristán Cataletto, in Racconti ispanoamericani del terrore del XIX secolo, Edizioni Arcoiris, 2015, ISBN 978-88-96583-85-2.